# Famille Bottemanne
Cette page explique l’histoire ou répertorie les différents membres de la famille Botteman(ne).

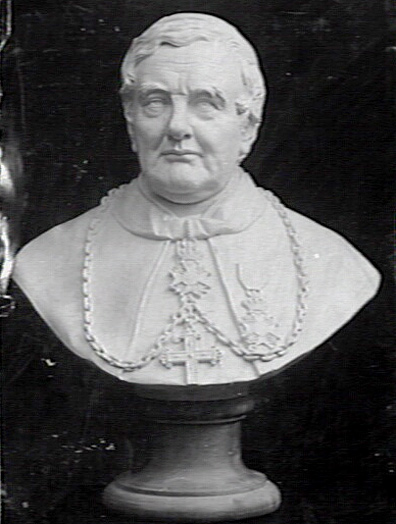
Buste de Gaspard Bottemanne, par Johannes Petrus Maas.

La famille Bottemanne est une famille de maîtres de carrière et d'ecclésiastiques issue des Pays-Bas, à l'origine de nombreux édifices vernaculaires et ecclésiastiques aux XVIIe et XVIIIe siècles.
En Hollande-Septentrionale, l'évêque Gaspard Bottemanne fait ériger la cathédrale Saint-Bavon de Haarlem au XIXe siècle.

## Personnalités
- Philippe Bottemanne († XVIIe siècle), maître de carrière et trésorier de la ville de Soignies[4].
- Pietrus Bottemanne († XVIIe siècle), chanoine du chapitre séculier de l'abbaye d'Andenne.
- Remigius Bottemanne (1622-1684), maître de carrière et échevin d'Écaussines-Lalaing[5].
- Antonius Bottemanne (1650-1718), maître de carrière et échevin d'Écaussinnes-Lalaing[6].
- Johannes Bottemanne (1696-1771), maître de carrière et bourgmestre d'Écaussinnes.
- Jean-Joseph Bottemanne (1723-1794), maître de carrière et sculpteur sonégien[7].
- Antonius Bottemanne (1762-1805), médecin et conseiller aulique du roi Stanislas II Augustus[8].
- Gaspard Josephus Martinus Bottemanne (1823-1903), VIe évêque de Haarlem (Pays-Bas)[9].
- Gasparus Bottemanne (1829-1906), navigateur en Arctique, Chevalier de l'Ordre d'Orange-Nassau et de l'Ordre de Dannebrog.
- Josephus Bottemanne (1872-1936), préfet maritime d'Amsterdam, Chevalier de l'Ordre d'Orange-Nassau.